# Posició Saavedra
|   | a                                                                   | b                                                                   | c                                                                   | d                                                                   | e                                                                   | f                                                                   | g                                                                   | h                                                                   |   |
| 8 | b6 blanques rei · c6 blanques peó · d5 negres torre · a1 negres rei | b6 blanques rei · c6 blanques peó · d5 negres torre · a1 negres rei | b6 blanques rei · c6 blanques peó · d5 negres torre · a1 negres rei | b6 blanques rei · c6 blanques peó · d5 negres torre · a1 negres rei | b6 blanques rei · c6 blanques peó · d5 negres torre · a1 negres rei | b6 blanques rei · c6 blanques peó · d5 negres torre · a1 negres rei | b6 blanques rei · c6 blanques peó · d5 negres torre · a1 negres rei | b6 blanques rei · c6 blanques peó · d5 negres torre · a1 negres rei | 8 |
| 7 | b6 blanques rei · c6 blanques peó · d5 negres torre · a1 negres rei | b6 blanques rei · c6 blanques peó · d5 negres torre · a1 negres rei | b6 blanques rei · c6 blanques peó · d5 negres torre · a1 negres rei | b6 blanques rei · c6 blanques peó · d5 negres torre · a1 negres rei | b6 blanques rei · c6 blanques peó · d5 negres torre · a1 negres rei | b6 blanques rei · c6 blanques peó · d5 negres torre · a1 negres rei | b6 blanques rei · c6 blanques peó · d5 negres torre · a1 negres rei | b6 blanques rei · c6 blanques peó · d5 negres torre · a1 negres rei | 7 |
| 6 | b6 blanques rei · c6 blanques peó · d5 negres torre · a1 negres rei | b6 blanques rei · c6 blanques peó · d5 negres torre · a1 negres rei | b6 blanques rei · c6 blanques peó · d5 negres torre · a1 negres rei | b6 blanques rei · c6 blanques peó · d5 negres torre · a1 negres rei | b6 blanques rei · c6 blanques peó · d5 negres torre · a1 negres rei | b6 blanques rei · c6 blanques peó · d5 negres torre · a1 negres rei | b6 blanques rei · c6 blanques peó · d5 negres torre · a1 negres rei | b6 blanques rei · c6 blanques peó · d5 negres torre · a1 negres rei | 6 |
| 5 | b6 blanques rei · c6 blanques peó · d5 negres torre · a1 negres rei | b6 blanques rei · c6 blanques peó · d5 negres torre · a1 negres rei | b6 blanques rei · c6 blanques peó · d5 negres torre · a1 negres rei | b6 blanques rei · c6 blanques peó · d5 negres torre · a1 negres rei | b6 blanques rei · c6 blanques peó · d5 negres torre · a1 negres rei | b6 blanques rei · c6 blanques peó · d5 negres torre · a1 negres rei | b6 blanques rei · c6 blanques peó · d5 negres torre · a1 negres rei | b6 blanques rei · c6 blanques peó · d5 negres torre · a1 negres rei | 5 |
| 4 | b6 blanques rei · c6 blanques peó · d5 negres torre · a1 negres rei | b6 blanques rei · c6 blanques peó · d5 negres torre · a1 negres rei | b6 blanques rei · c6 blanques peó · d5 negres torre · a1 negres rei | b6 blanques rei · c6 blanques peó · d5 negres torre · a1 negres rei | b6 blanques rei · c6 blanques peó · d5 negres torre · a1 negres rei | b6 blanques rei · c6 blanques peó · d5 negres torre · a1 negres rei | b6 blanques rei · c6 blanques peó · d5 negres torre · a1 negres rei | b6 blanques rei · c6 blanques peó · d5 negres torre · a1 negres rei | 4 |
| 3 | b6 blanques rei · c6 blanques peó · d5 negres torre · a1 negres rei | b6 blanques rei · c6 blanques peó · d5 negres torre · a1 negres rei | b6 blanques rei · c6 blanques peó · d5 negres torre · a1 negres rei | b6 blanques rei · c6 blanques peó · d5 negres torre · a1 negres rei | b6 blanques rei · c6 blanques peó · d5 negres torre · a1 negres rei | b6 blanques rei · c6 blanques peó · d5 negres torre · a1 negres rei | b6 blanques rei · c6 blanques peó · d5 negres torre · a1 negres rei | b6 blanques rei · c6 blanques peó · d5 negres torre · a1 negres rei | 3 |
| 2 | b6 blanques rei · c6 blanques peó · d5 negres torre · a1 negres rei | b6 blanques rei · c6 blanques peó · d5 negres torre · a1 negres rei | b6 blanques rei · c6 blanques peó · d5 negres torre · a1 negres rei | b6 blanques rei · c6 blanques peó · d5 negres torre · a1 negres rei | b6 blanques rei · c6 blanques peó · d5 negres torre · a1 negres rei | b6 blanques rei · c6 blanques peó · d5 negres torre · a1 negres rei | b6 blanques rei · c6 blanques peó · d5 negres torre · a1 negres rei | b6 blanques rei · c6 blanques peó · d5 negres torre · a1 negres rei | 2 |
| 1 | b6 blanques rei · c6 blanques peó · d5 negres torre · a1 negres rei | b6 blanques rei · c6 blanques peó · d5 negres torre · a1 negres rei | b6 blanques rei · c6 blanques peó · d5 negres torre · a1 negres rei | b6 blanques rei · c6 blanques peó · d5 negres torre · a1 negres rei | b6 blanques rei · c6 blanques peó · d5 negres torre · a1 negres rei | b6 blanques rei · c6 blanques peó · d5 negres torre · a1 negres rei | b6 blanques rei · c6 blanques peó · d5 negres torre · a1 negres rei | b6 blanques rei · c6 blanques peó · d5 negres torre · a1 negres rei | 1 |
|   | a                                                                   | b                                                                   | c                                                                   | d                                                                   | e                                                                   | f                                                                   | g                                                                   | h                                                                   |   |

La Posició Saavedra és un dels millors estudis de finals d'escacs conegut. Rep el nom en honor del mossén espanyol Fernando Saavedra  (1849–1922), qui, mentre vivia a Glasgow a finals del segle xix, aconseguí la victòria en una posició que anteriorment sempre s'havia pensat que eren taules. La solució és un famós exemple de la necessitat de promocionar amb una peça menor, és a dir, promocionar un peó per una peça diferent a una dama).
|  |

## Solució
La posició tal com es coneix avui, amb què les blanques mouen i guanyen, és mostrada al diagrama de la dreta. La solució és:
1. c7 Td6+
2. Rb5 (2. Rc5? Td1 i 3...Tc1! si 2. Rb7? Td7 clava el peó)
2...Td5+
3. Rb4 Td4+
4. Rb3 Td3+
5. Rc2! Td4!
6. c8=T! (amenaçant 7.Ta8+; en comptes de 6.c8=D? Tc4+! 7.Dxc4 és ofegat)
6...Ta4
7.Rb3
Les negres han de perdre la torre (deixant a les blanques fer escac i mat de forma fàcil) o bé mat amb 8. Tc1 (Emms 2008:10–11). Aquest és un dels més famosos exemples d'una promoció menor i un rar exemple d'un jugador que s'ha fet famós per un simple moviment (Sunnucks 1970).

## Història
|   | a | b | c | d | e | f | g | h |   |
| 8 | h8 blanques torre · b6 blanques peó · d6 blanques rei · a5 blanques peó · b5 negres torre · g4 negres rei · h3 negres peó | h8 blanques torre · b6 blanques peó · d6 blanques rei · a5 blanques peó · b5 negres torre · g4 negres rei · h3 negres peó | h8 blanques torre · b6 blanques peó · d6 blanques rei · a5 blanques peó · b5 negres torre · g4 negres rei · h3 negres peó | h8 blanques torre · b6 blanques peó · d6 blanques rei · a5 blanques peó · b5 negres torre · g4 negres rei · h3 negres peó | h8 blanques torre · b6 blanques peó · d6 blanques rei · a5 blanques peó · b5 negres torre · g4 negres rei · h3 negres peó | h8 blanques torre · b6 blanques peó · d6 blanques rei · a5 blanques peó · b5 negres torre · g4 negres rei · h3 negres peó | h8 blanques torre · b6 blanques peó · d6 blanques rei · a5 blanques peó · b5 negres torre · g4 negres rei · h3 negres peó | h8 blanques torre · b6 blanques peó · d6 blanques rei · a5 blanques peó · b5 negres torre · g4 negres rei · h3 negres peó | 8 |
| 7 | h8 blanques torre · b6 blanques peó · d6 blanques rei · a5 blanques peó · b5 negres torre · g4 negres rei · h3 negres peó | h8 blanques torre · b6 blanques peó · d6 blanques rei · a5 blanques peó · b5 negres torre · g4 negres rei · h3 negres peó | h8 blanques torre · b6 blanques peó · d6 blanques rei · a5 blanques peó · b5 negres torre · g4 negres rei · h3 negres peó | h8 blanques torre · b6 blanques peó · d6 blanques rei · a5 blanques peó · b5 negres torre · g4 negres rei · h3 negres peó | h8 blanques torre · b6 blanques peó · d6 blanques rei · a5 blanques peó · b5 negres torre · g4 negres rei · h3 negres peó | h8 blanques torre · b6 blanques peó · d6 blanques rei · a5 blanques peó · b5 negres torre · g4 negres rei · h3 negres peó | h8 blanques torre · b6 blanques peó · d6 blanques rei · a5 blanques peó · b5 negres torre · g4 negres rei · h3 negres peó | h8 blanques torre · b6 blanques peó · d6 blanques rei · a5 blanques peó · b5 negres torre · g4 negres rei · h3 negres peó | 7 |
| 6 | h8 blanques torre · b6 blanques peó · d6 blanques rei · a5 blanques peó · b5 negres torre · g4 negres rei · h3 negres peó | h8 blanques torre · b6 blanques peó · d6 blanques rei · a5 blanques peó · b5 negres torre · g4 negres rei · h3 negres peó | h8 blanques torre · b6 blanques peó · d6 blanques rei · a5 blanques peó · b5 negres torre · g4 negres rei · h3 negres peó | h8 blanques torre · b6 blanques peó · d6 blanques rei · a5 blanques peó · b5 negres torre · g4 negres rei · h3 negres peó | h8 blanques torre · b6 blanques peó · d6 blanques rei · a5 blanques peó · b5 negres torre · g4 negres rei · h3 negres peó | h8 blanques torre · b6 blanques peó · d6 blanques rei · a5 blanques peó · b5 negres torre · g4 negres rei · h3 negres peó | h8 blanques torre · b6 blanques peó · d6 blanques rei · a5 blanques peó · b5 negres torre · g4 negres rei · h3 negres peó | h8 blanques torre · b6 blanques peó · d6 blanques rei · a5 blanques peó · b5 negres torre · g4 negres rei · h3 negres peó | 6 |
| 5 | h8 blanques torre · b6 blanques peó · d6 blanques rei · a5 blanques peó · b5 negres torre · g4 negres rei · h3 negres peó | h8 blanques torre · b6 blanques peó · d6 blanques rei · a5 blanques peó · b5 negres torre · g4 negres rei · h3 negres peó | h8 blanques torre · b6 blanques peó · d6 blanques rei · a5 blanques peó · b5 negres torre · g4 negres rei · h3 negres peó | h8 blanques torre · b6 blanques peó · d6 blanques rei · a5 blanques peó · b5 negres torre · g4 negres rei · h3 negres peó | h8 blanques torre · b6 blanques peó · d6 blanques rei · a5 blanques peó · b5 negres torre · g4 negres rei · h3 negres peó | h8 blanques torre · b6 blanques peó · d6 blanques rei · a5 blanques peó · b5 negres torre · g4 negres rei · h3 negres peó | h8 blanques torre · b6 blanques peó · d6 blanques rei · a5 blanques peó · b5 negres torre · g4 negres rei · h3 negres peó | h8 blanques torre · b6 blanques peó · d6 blanques rei · a5 blanques peó · b5 negres torre · g4 negres rei · h3 negres peó | 5 |
| 4 | h8 blanques torre · b6 blanques peó · d6 blanques rei · a5 blanques peó · b5 negres torre · g4 negres rei · h3 negres peó | h8 blanques torre · b6 blanques peó · d6 blanques rei · a5 blanques peó · b5 negres torre · g4 negres rei · h3 negres peó | h8 blanques torre · b6 blanques peó · d6 blanques rei · a5 blanques peó · b5 negres torre · g4 negres rei · h3 negres peó | h8 blanques torre · b6 blanques peó · d6 blanques rei · a5 blanques peó · b5 negres torre · g4 negres rei · h3 negres peó | h8 blanques torre · b6 blanques peó · d6 blanques rei · a5 blanques peó · b5 negres torre · g4 negres rei · h3 negres peó | h8 blanques torre · b6 blanques peó · d6 blanques rei · a5 blanques peó · b5 negres torre · g4 negres rei · h3 negres peó | h8 blanques torre · b6 blanques peó · d6 blanques rei · a5 blanques peó · b5 negres torre · g4 negres rei · h3 negres peó | h8 blanques torre · b6 blanques peó · d6 blanques rei · a5 blanques peó · b5 negres torre · g4 negres rei · h3 negres peó | 4 |
| 3 | h8 blanques torre · b6 blanques peó · d6 blanques rei · a5 blanques peó · b5 negres torre · g4 negres rei · h3 negres peó | h8 blanques torre · b6 blanques peó · d6 blanques rei · a5 blanques peó · b5 negres torre · g4 negres rei · h3 negres peó | h8 blanques torre · b6 blanques peó · d6 blanques rei · a5 blanques peó · b5 negres torre · g4 negres rei · h3 negres peó | h8 blanques torre · b6 blanques peó · d6 blanques rei · a5 blanques peó · b5 negres torre · g4 negres rei · h3 negres peó | h8 blanques torre · b6 blanques peó · d6 blanques rei · a5 blanques peó · b5 negres torre · g4 negres rei · h3 negres peó | h8 blanques torre · b6 blanques peó · d6 blanques rei · a5 blanques peó · b5 negres torre · g4 negres rei · h3 negres peó | h8 blanques torre · b6 blanques peó · d6 blanques rei · a5 blanques peó · b5 negres torre · g4 negres rei · h3 negres peó | h8 blanques torre · b6 blanques peó · d6 blanques rei · a5 blanques peó · b5 negres torre · g4 negres rei · h3 negres peó | 3 |
| 2 | h8 blanques torre · b6 blanques peó · d6 blanques rei · a5 blanques peó · b5 negres torre · g4 negres rei · h3 negres peó | h8 blanques torre · b6 blanques peó · d6 blanques rei · a5 blanques peó · b5 negres torre · g4 negres rei · h3 negres peó | h8 blanques torre · b6 blanques peó · d6 blanques rei · a5 blanques peó · b5 negres torre · g4 negres rei · h3 negres peó | h8 blanques torre · b6 blanques peó · d6 blanques rei · a5 blanques peó · b5 negres torre · g4 negres rei · h3 negres peó | h8 blanques torre · b6 blanques peó · d6 blanques rei · a5 blanques peó · b5 negres torre · g4 negres rei · h3 negres peó | h8 blanques torre · b6 blanques peó · d6 blanques rei · a5 blanques peó · b5 negres torre · g4 negres rei · h3 negres peó | h8 blanques torre · b6 blanques peó · d6 blanques rei · a5 blanques peó · b5 negres torre · g4 negres rei · h3 negres peó | h8 blanques torre · b6 blanques peó · d6 blanques rei · a5 blanques peó · b5 negres torre · g4 negres rei · h3 negres peó | 2 |
| 1 | h8 blanques torre · b6 blanques peó · d6 blanques rei · a5 blanques peó · b5 negres torre · g4 negres rei · h3 negres peó | h8 blanques torre · b6 blanques peó · d6 blanques rei · a5 blanques peó · b5 negres torre · g4 negres rei · h3 negres peó | h8 blanques torre · b6 blanques peó · d6 blanques rei · a5 blanques peó · b5 negres torre · g4 negres rei · h3 negres peó | h8 blanques torre · b6 blanques peó · d6 blanques rei · a5 blanques peó · b5 negres torre · g4 negres rei · h3 negres peó | h8 blanques torre · b6 blanques peó · d6 blanques rei · a5 blanques peó · b5 negres torre · g4 negres rei · h3 negres peó | h8 blanques torre · b6 blanques peó · d6 blanques rei · a5 blanques peó · b5 negres torre · g4 negres rei · h3 negres peó | h8 blanques torre · b6 blanques peó · d6 blanques rei · a5 blanques peó · b5 negres torre · g4 negres rei · h3 negres peó | h8 blanques torre · b6 blanques peó · d6 blanques rei · a5 blanques peó · b5 negres torre · g4 negres rei · h3 negres peó | 1 |
|   | a | b | c | d | e | f | g | h |   |

Aquest estudi té una llarga història. Té el seu origen en una partida jugada entra Richard Fenton i William Potter  el 1875. De la posició que es mostra a l'esquerra, la partida va continuar amb 1.Txh3 Rxh3 2.Rc6 Txa5 3.b7 Ta6+ i els jugadors varen fer taules per mutu acord. De totes maneres, com Johann Zukertort va puntualitzar al City of London Chess Magazine, el 1875, les blanques podrien haver guanyat amb 4.Rc5 (no 4.Rb5 Ta1 quan les blanques no poden promocionar el peó a causa de 5...Tb1+) 4...Ta5+ 5. Rc4 Ta4+ 6. Rc3 (o 6. Rb3 Ta1 7. Rb2) 6...Ta3+ 7. Rb2, i les blanques promocionaran el peó i el final de dama contra torre és teòricament guanyada (aquesta forma de guanyar va ser demostrat de seguida en un estudi de Josef Kling i Bernhard Horwitz publicat al The Chess Player, setembre del 1853).
|   | a                                                                   | b                                                                   | c                                                                   | d                                                                   | e                                                                   | f                                                                   | g                                                                   | h                                                                   |   |
| 8 | c7 blanques peó · b6 blanques rei · h6 negres rei · d5 negres torre | c7 blanques peó · b6 blanques rei · h6 negres rei · d5 negres torre | c7 blanques peó · b6 blanques rei · h6 negres rei · d5 negres torre | c7 blanques peó · b6 blanques rei · h6 negres rei · d5 negres torre | c7 blanques peó · b6 blanques rei · h6 negres rei · d5 negres torre | c7 blanques peó · b6 blanques rei · h6 negres rei · d5 negres torre | c7 blanques peó · b6 blanques rei · h6 negres rei · d5 negres torre | c7 blanques peó · b6 blanques rei · h6 negres rei · d5 negres torre | 8 |
| 7 | c7 blanques peó · b6 blanques rei · h6 negres rei · d5 negres torre | c7 blanques peó · b6 blanques rei · h6 negres rei · d5 negres torre | c7 blanques peó · b6 blanques rei · h6 negres rei · d5 negres torre | c7 blanques peó · b6 blanques rei · h6 negres rei · d5 negres torre | c7 blanques peó · b6 blanques rei · h6 negres rei · d5 negres torre | c7 blanques peó · b6 blanques rei · h6 negres rei · d5 negres torre | c7 blanques peó · b6 blanques rei · h6 negres rei · d5 negres torre | c7 blanques peó · b6 blanques rei · h6 negres rei · d5 negres torre | 7 |
| 6 | c7 blanques peó · b6 blanques rei · h6 negres rei · d5 negres torre | c7 blanques peó · b6 blanques rei · h6 negres rei · d5 negres torre | c7 blanques peó · b6 blanques rei · h6 negres rei · d5 negres torre | c7 blanques peó · b6 blanques rei · h6 negres rei · d5 negres torre | c7 blanques peó · b6 blanques rei · h6 negres rei · d5 negres torre | c7 blanques peó · b6 blanques rei · h6 negres rei · d5 negres torre | c7 blanques peó · b6 blanques rei · h6 negres rei · d5 negres torre | c7 blanques peó · b6 blanques rei · h6 negres rei · d5 negres torre | 6 |
| 5 | c7 blanques peó · b6 blanques rei · h6 negres rei · d5 negres torre | c7 blanques peó · b6 blanques rei · h6 negres rei · d5 negres torre | c7 blanques peó · b6 blanques rei · h6 negres rei · d5 negres torre | c7 blanques peó · b6 blanques rei · h6 negres rei · d5 negres torre | c7 blanques peó · b6 blanques rei · h6 negres rei · d5 negres torre | c7 blanques peó · b6 blanques rei · h6 negres rei · d5 negres torre | c7 blanques peó · b6 blanques rei · h6 negres rei · d5 negres torre | c7 blanques peó · b6 blanques rei · h6 negres rei · d5 negres torre | 5 |
| 4 | c7 blanques peó · b6 blanques rei · h6 negres rei · d5 negres torre | c7 blanques peó · b6 blanques rei · h6 negres rei · d5 negres torre | c7 blanques peó · b6 blanques rei · h6 negres rei · d5 negres torre | c7 blanques peó · b6 blanques rei · h6 negres rei · d5 negres torre | c7 blanques peó · b6 blanques rei · h6 negres rei · d5 negres torre | c7 blanques peó · b6 blanques rei · h6 negres rei · d5 negres torre | c7 blanques peó · b6 blanques rei · h6 negres rei · d5 negres torre | c7 blanques peó · b6 blanques rei · h6 negres rei · d5 negres torre | 4 |
| 3 | c7 blanques peó · b6 blanques rei · h6 negres rei · d5 negres torre | c7 blanques peó · b6 blanques rei · h6 negres rei · d5 negres torre | c7 blanques peó · b6 blanques rei · h6 negres rei · d5 negres torre | c7 blanques peó · b6 blanques rei · h6 negres rei · d5 negres torre | c7 blanques peó · b6 blanques rei · h6 negres rei · d5 negres torre | c7 blanques peó · b6 blanques rei · h6 negres rei · d5 negres torre | c7 blanques peó · b6 blanques rei · h6 negres rei · d5 negres torre | c7 blanques peó · b6 blanques rei · h6 negres rei · d5 negres torre | 3 |
| 2 | c7 blanques peó · b6 blanques rei · h6 negres rei · d5 negres torre | c7 blanques peó · b6 blanques rei · h6 negres rei · d5 negres torre | c7 blanques peó · b6 blanques rei · h6 negres rei · d5 negres torre | c7 blanques peó · b6 blanques rei · h6 negres rei · d5 negres torre | c7 blanques peó · b6 blanques rei · h6 negres rei · d5 negres torre | c7 blanques peó · b6 blanques rei · h6 negres rei · d5 negres torre | c7 blanques peó · b6 blanques rei · h6 negres rei · d5 negres torre | c7 blanques peó · b6 blanques rei · h6 negres rei · d5 negres torre | 2 |
| 1 | c7 blanques peó · b6 blanques rei · h6 negres rei · d5 negres torre | c7 blanques peó · b6 blanques rei · h6 negres rei · d5 negres torre | c7 blanques peó · b6 blanques rei · h6 negres rei · d5 negres torre | c7 blanques peó · b6 blanques rei · h6 negres rei · d5 negres torre | c7 blanques peó · b6 blanques rei · h6 negres rei · d5 negres torre | c7 blanques peó · b6 blanques rei · h6 negres rei · d5 negres torre | c7 blanques peó · b6 blanques rei · h6 negres rei · d5 negres torre | c7 blanques peó · b6 blanques rei · h6 negres rei · d5 negres torre | 1 |
|   | a                                                                   | b                                                                   | c                                                                   | d                                                                   | e                                                                   | f                                                                   | g                                                                   | h                                                                   |   |

Amb la mort de Potter al març del 1895, G.E. Barbier va publicar una posició a la seva columna d'escacs al Weekly Citizen de Glasgow del 27 d'abril del 1895, en què va esmentar que va ocòrrer a Fenton-Potter. De fet, va oblidar la partida i la posició que es va publicar (es mostra a la dreta) mai va succeir. Va ser publicat com un estudi en quė les negres juguen i les blanques guanyen; la tècnica ja va ser demostrada per Zukertort i per Kling i Horwitz abans que ell: 1...Td6+ 2. Rb5 Td5+ 3. Rb4 Td4+ 4. Rb3 Td3+ 5. Rc2.
Quan Barbier va publicar aquesta solució al 4 de maig, va esmentar que movent el rei negre de h6 a a1 la posició es podria transformar en l'estudi de negres mouen i fan taules. L'11 de maig va donar la solució 1...Td6+ 2. Rb5 Td5+ 3. Rb4 Td4+ 4. Rb3 Td3+ 5. Rc2 Td4! 6. c8=D Tc4+ 7. Dxc4 ofegat. En qualsevol cas, com Saavedra ja va puntualitzar, 6. c8=T es guanya, una solució publicada per Barbier al 18 de maig. La forma moderna de la posició és degut per Emanuel Lasker (al The Brooklyn Daily Eagle, 1 de juny del 1902, p. 53) movent el peó de c7 a c6 i canviant l'estipulació de l'estàndard "les blanques juguen i guanyen".

## Línies altenatives
Com la base de dades de finals d'escacs generat per ordinador confirma, les negres poden oferir una llarga resistència amb 3... Rb2, per la qual cosa les blanques només tenen una resposta guanyadora, 4. c8=D, promocionant en una dama en comptes de sota-promocionar en una torre. Aleshores les blanques poden forçar l'escac i mat en vint-i-sis moviments. De totes maneres, per una antropocèntric convenció dels estudis de finals, els moviments que en resulten en les posicions conegudes per mestres d'escacs de ser perdudes teòricament són considerades línes secundàries.

## Legal
|   | a | b | c | d | e | f | g | h |   |
| 8 | c6 blanques peó · b5 blanques peó · c5 negres torre · a2 blanques cavall · a1 negres rei · d1 blanques rei | c6 blanques peó · b5 blanques peó · c5 negres torre · a2 blanques cavall · a1 negres rei · d1 blanques rei | c6 blanques peó · b5 blanques peó · c5 negres torre · a2 blanques cavall · a1 negres rei · d1 blanques rei | c6 blanques peó · b5 blanques peó · c5 negres torre · a2 blanques cavall · a1 negres rei · d1 blanques rei | c6 blanques peó · b5 blanques peó · c5 negres torre · a2 blanques cavall · a1 negres rei · d1 blanques rei | c6 blanques peó · b5 blanques peó · c5 negres torre · a2 blanques cavall · a1 negres rei · d1 blanques rei | c6 blanques peó · b5 blanques peó · c5 negres torre · a2 blanques cavall · a1 negres rei · d1 blanques rei | c6 blanques peó · b5 blanques peó · c5 negres torre · a2 blanques cavall · a1 negres rei · d1 blanques rei | 8 |
| 7 | c6 blanques peó · b5 blanques peó · c5 negres torre · a2 blanques cavall · a1 negres rei · d1 blanques rei | c6 blanques peó · b5 blanques peó · c5 negres torre · a2 blanques cavall · a1 negres rei · d1 blanques rei | c6 blanques peó · b5 blanques peó · c5 negres torre · a2 blanques cavall · a1 negres rei · d1 blanques rei | c6 blanques peó · b5 blanques peó · c5 negres torre · a2 blanques cavall · a1 negres rei · d1 blanques rei | c6 blanques peó · b5 blanques peó · c5 negres torre · a2 blanques cavall · a1 negres rei · d1 blanques rei | c6 blanques peó · b5 blanques peó · c5 negres torre · a2 blanques cavall · a1 negres rei · d1 blanques rei | c6 blanques peó · b5 blanques peó · c5 negres torre · a2 blanques cavall · a1 negres rei · d1 blanques rei | c6 blanques peó · b5 blanques peó · c5 negres torre · a2 blanques cavall · a1 negres rei · d1 blanques rei | 7 |
| 6 | c6 blanques peó · b5 blanques peó · c5 negres torre · a2 blanques cavall · a1 negres rei · d1 blanques rei | c6 blanques peó · b5 blanques peó · c5 negres torre · a2 blanques cavall · a1 negres rei · d1 blanques rei | c6 blanques peó · b5 blanques peó · c5 negres torre · a2 blanques cavall · a1 negres rei · d1 blanques rei | c6 blanques peó · b5 blanques peó · c5 negres torre · a2 blanques cavall · a1 negres rei · d1 blanques rei | c6 blanques peó · b5 blanques peó · c5 negres torre · a2 blanques cavall · a1 negres rei · d1 blanques rei | c6 blanques peó · b5 blanques peó · c5 negres torre · a2 blanques cavall · a1 negres rei · d1 blanques rei | c6 blanques peó · b5 blanques peó · c5 negres torre · a2 blanques cavall · a1 negres rei · d1 blanques rei | c6 blanques peó · b5 blanques peó · c5 negres torre · a2 blanques cavall · a1 negres rei · d1 blanques rei | 6 |
| 5 | c6 blanques peó · b5 blanques peó · c5 negres torre · a2 blanques cavall · a1 negres rei · d1 blanques rei | c6 blanques peó · b5 blanques peó · c5 negres torre · a2 blanques cavall · a1 negres rei · d1 blanques rei | c6 blanques peó · b5 blanques peó · c5 negres torre · a2 blanques cavall · a1 negres rei · d1 blanques rei | c6 blanques peó · b5 blanques peó · c5 negres torre · a2 blanques cavall · a1 negres rei · d1 blanques rei | c6 blanques peó · b5 blanques peó · c5 negres torre · a2 blanques cavall · a1 negres rei · d1 blanques rei | c6 blanques peó · b5 blanques peó · c5 negres torre · a2 blanques cavall · a1 negres rei · d1 blanques rei | c6 blanques peó · b5 blanques peó · c5 negres torre · a2 blanques cavall · a1 negres rei · d1 blanques rei | c6 blanques peó · b5 blanques peó · c5 negres torre · a2 blanques cavall · a1 negres rei · d1 blanques rei | 5 |
| 4 | c6 blanques peó · b5 blanques peó · c5 negres torre · a2 blanques cavall · a1 negres rei · d1 blanques rei | c6 blanques peó · b5 blanques peó · c5 negres torre · a2 blanques cavall · a1 negres rei · d1 blanques rei | c6 blanques peó · b5 blanques peó · c5 negres torre · a2 blanques cavall · a1 negres rei · d1 blanques rei | c6 blanques peó · b5 blanques peó · c5 negres torre · a2 blanques cavall · a1 negres rei · d1 blanques rei | c6 blanques peó · b5 blanques peó · c5 negres torre · a2 blanques cavall · a1 negres rei · d1 blanques rei | c6 blanques peó · b5 blanques peó · c5 negres torre · a2 blanques cavall · a1 negres rei · d1 blanques rei | c6 blanques peó · b5 blanques peó · c5 negres torre · a2 blanques cavall · a1 negres rei · d1 blanques rei | c6 blanques peó · b5 blanques peó · c5 negres torre · a2 blanques cavall · a1 negres rei · d1 blanques rei | 4 |
| 3 | c6 blanques peó · b5 blanques peó · c5 negres torre · a2 blanques cavall · a1 negres rei · d1 blanques rei | c6 blanques peó · b5 blanques peó · c5 negres torre · a2 blanques cavall · a1 negres rei · d1 blanques rei | c6 blanques peó · b5 blanques peó · c5 negres torre · a2 blanques cavall · a1 negres rei · d1 blanques rei | c6 blanques peó · b5 blanques peó · c5 negres torre · a2 blanques cavall · a1 negres rei · d1 blanques rei | c6 blanques peó · b5 blanques peó · c5 negres torre · a2 blanques cavall · a1 negres rei · d1 blanques rei | c6 blanques peó · b5 blanques peó · c5 negres torre · a2 blanques cavall · a1 negres rei · d1 blanques rei | c6 blanques peó · b5 blanques peó · c5 negres torre · a2 blanques cavall · a1 negres rei · d1 blanques rei | c6 blanques peó · b5 blanques peó · c5 negres torre · a2 blanques cavall · a1 negres rei · d1 blanques rei | 3 |
| 2 | c6 blanques peó · b5 blanques peó · c5 negres torre · a2 blanques cavall · a1 negres rei · d1 blanques rei | c6 blanques peó · b5 blanques peó · c5 negres torre · a2 blanques cavall · a1 negres rei · d1 blanques rei | c6 blanques peó · b5 blanques peó · c5 negres torre · a2 blanques cavall · a1 negres rei · d1 blanques rei | c6 blanques peó · b5 blanques peó · c5 negres torre · a2 blanques cavall · a1 negres rei · d1 blanques rei | c6 blanques peó · b5 blanques peó · c5 negres torre · a2 blanques cavall · a1 negres rei · d1 blanques rei | c6 blanques peó · b5 blanques peó · c5 negres torre · a2 blanques cavall · a1 negres rei · d1 blanques rei | c6 blanques peó · b5 blanques peó · c5 negres torre · a2 blanques cavall · a1 negres rei · d1 blanques rei | c6 blanques peó · b5 blanques peó · c5 negres torre · a2 blanques cavall · a1 negres rei · d1 blanques rei | 2 |
| 1 | c6 blanques peó · b5 blanques peó · c5 negres torre · a2 blanques cavall · a1 negres rei · d1 blanques rei | c6 blanques peó · b5 blanques peó · c5 negres torre · a2 blanques cavall · a1 negres rei · d1 blanques rei | c6 blanques peó · b5 blanques peó · c5 negres torre · a2 blanques cavall · a1 negres rei · d1 blanques rei | c6 blanques peó · b5 blanques peó · c5 negres torre · a2 blanques cavall · a1 negres rei · d1 blanques rei | c6 blanques peó · b5 blanques peó · c5 negres torre · a2 blanques cavall · a1 negres rei · d1 blanques rei | c6 blanques peó · b5 blanques peó · c5 negres torre · a2 blanques cavall · a1 negres rei · d1 blanques rei | c6 blanques peó · b5 blanques peó · c5 negres torre · a2 blanques cavall · a1 negres rei · d1 blanques rei | c6 blanques peó · b5 blanques peó · c5 negres torre · a2 blanques cavall · a1 negres rei · d1 blanques rei | 1 |
|   | a | b | c | d | e | f | g | h |   |

L'estudi ha estat reproduït moltes vegades, i a Test Tube Chess en John Roycroft ho anomena "inqüestionablement el més famós de tots els estudis de finals". Ha estat inspirador a molts altres compositors: moltes de les promocions i sota-promocions en els estudis de Harold Lommer, per exemple, ha estat inspirats en la posició Saavedra. Mark Liburkin També s'hi ha inspirat (Hooper & Whyld 1992).
Un grapat de compositors d'escacs han elaborat treballs que s'inspiren en la idea bàsica de la posició Saavedra. L'estudi que es mostra a l'esquerre és el més famós d'aquests; és de Mark Liburkin (segon premi, Shakhmaty v SSSR, 1931) i on les blanques juguen i guanyen. Després del primer moviment 1.Cc1, les negres té dues defenses principals; la primera mostra el tema Saavedra: 1.Cc1 Txb5 (1...Rb2 2.Cd3+ guanyen) 2.c7 Td5+ 3.Cd3! Txd3+ 4.Rc2 Rd4 i tenim una posició ja vista en la posició Saavedra; les blanques juguen amb 5.c8=T Ta4 6.Rb3.
L'altra defensa de les negres caracteritza dos ofegats, i una segona sota-producció, aquest cop per un alfil; això es deu perquè aquest estudi és ben conegut mentre molts altres elaboracions en la posició Saavedra són oblidades: 1.Cc1 Td5+ 2.Rc2 (2.Cd3? Txd3+ 3.Rc2 Td5! 4.Rc3 Txb5 entaulen; 2.Re2? Txb5 3.c7 Te5+ entaulen) 2...Tc5+ 3.Rd3! [3.Rd2? Txb5 4.c7 (4.Cb3+ Txb3 5.c7 Tb2+! – veure a sota) Tb2+! 5.Rd1 Tc2! 6.Rxc2 ofegat] 3...Txb5 (3...Txc1 4.Rd4, intentant 5.Rd5 i 6.b6, guanyen) 4.c7 Tb8! i ara tant 5.cxb8=D com 5.cxb8=T és ofegat, 5.cxb8=C porta un finals de taules, i 5.Cb3+ Txb3+ 6.Rc2 Tb2+! 7.Rc1 (7.Rc3?? Rb1! iLes negres guanyen) només s'entala després de 7...Tb1+ o 7...Tb4 8.c8=D (8.c8=T Ta4 est[a salvat ara) Tc4+. les blanques només poden guanyar amb 5.cxb8=A!